# Kris Clayton
Kris Clayton (geboren 1987 in Huddersfield) ist ein britischer Musiker.

## Werdegang
Im Jahr 2000 beteiligte sich Clayton an der Gründung der Stoner-Doom-Band Camel of Doom, in der er als Sänger, Gitarrist und Keyboarder auftritt. Nachkommend brachte er sich bei den Bands Imindain als Bassist und Invisible Skies als Bassist, Gitarrist und Keyboarder sowie beim Webzine Doom-Metal.com als Mitglied der Redaktion ein. Seit 2019 kooperiert er mit Greg Chandler als Teil der Bands Esoteric als Gitarrist und Self Hypnosis als Gitarrist, Sänger und Keyboarder.

## Diskografie (Auswahl)
Mit Camel of Doom
- → Hauptartikel: Camel of Doom#Diskografie

Mit Imindain
- 2006: Monolithium (Demo, Factory of Madness)
- 2007: And the Living Shall Envy the Dead… (Album, Weird Truth Productions)

Mit Invisible Skies
- 2020: Of Various Fruits (Album, Selbstverlag)

Mit Self Hypnosis
- → Hauptartikel: Self Hypnosis#Diskografie